# Brahmi
Brahmi er et uddødt skriftsystem fra Indien.
Størstedelen af forskere mener, at brahmi har udviklet sig (eller været inspireret) af et semitisk skriftsystem, muligvis aramaisk. Ligesom disse er brahmi et abugida, dvs. et skriftsystem af konsonanter, hvor vokaler er betegnet af små tilføjede symboler. Nogle indiske forskere mener dog, at skriftsystemet nedstammer fra Indusskriften.
De første eksempler af brahmi findes i Nordvestindien. Fra omkring 250 f.Kr. er skriftsystemet velattesteret da mauryakejsern Ashoka brugte det for hans edikter.
Brahmi var forgænger til mange af Sydasien og Sydøstasiens skriftsystemer, deriblandt devanagari, bengalsk, gurmukhi, tibetansk, tamil, burmesisk, cambodjansk, thai.